# فرودگاه خوآن مندوسا
فرودگاه خوآن مندوسا (به انگلیسی: Juan Mendoza Airport) (به زبان بومی: Aeropuerto Juan Mendoza) یک فرودگاه همگانی با کد یاتا ORU است که یک باند فرود آسفالت دارد و طول باند آن ۲۴۶۱ متر است. این فرودگاه در کشور بولیوی قرار دارد و در ارتفاع ۳۷۰۲ متری از سطح دریا واقع شده‌است.